# 成城中学校・高等学校
成城中学校・高等学校（せいじょうちゅうがっこう・こうとうがっこう）は、東京都新宿区原町に所在し、中高一貫教育を提供する私立男子中学校・高等学校。
2018年度まで併設混合型中高一貫校であったが、2019年度入試より高校募集を停止し完全中高一貫校となった。

## 概要

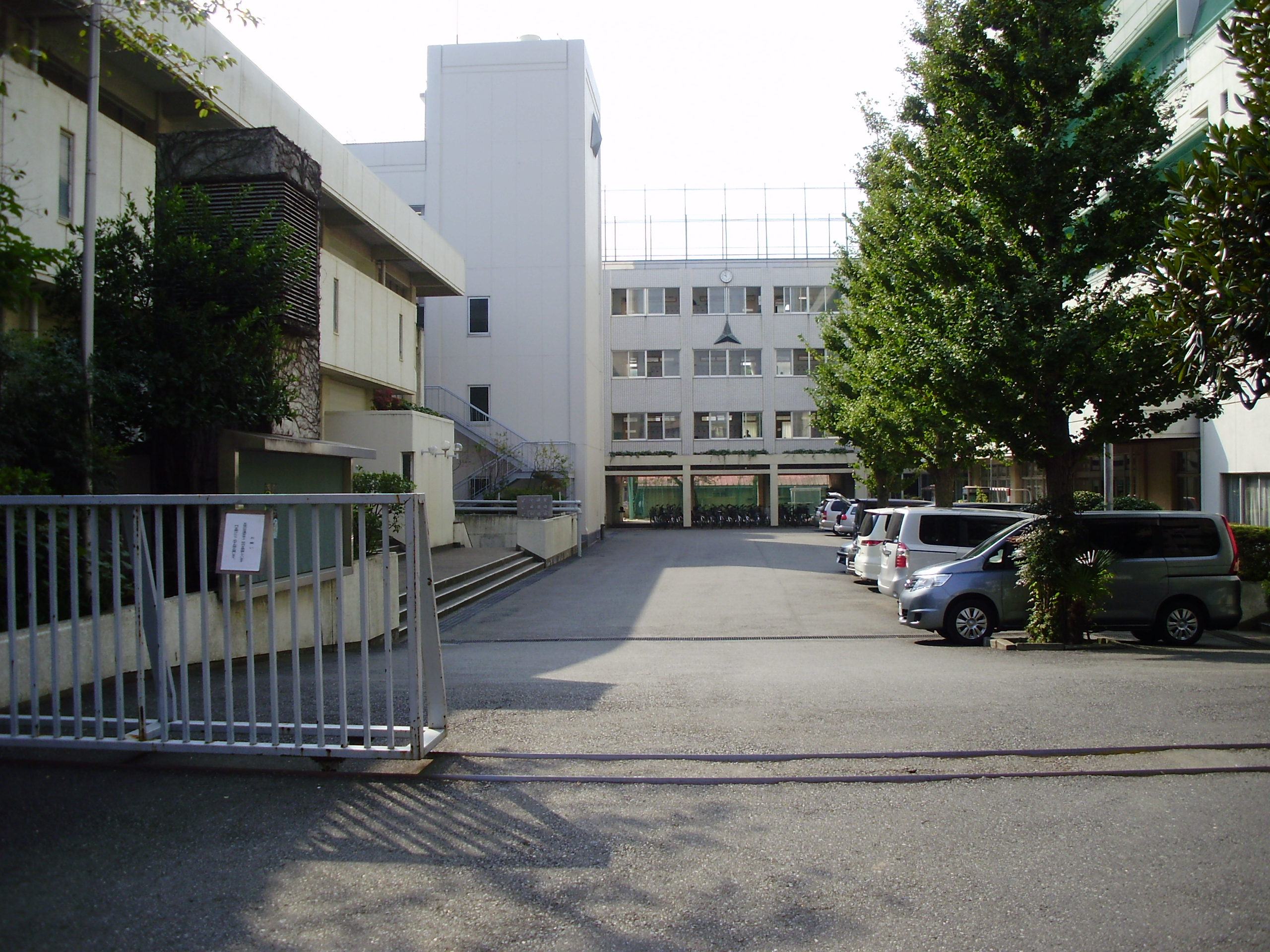
旧校舎

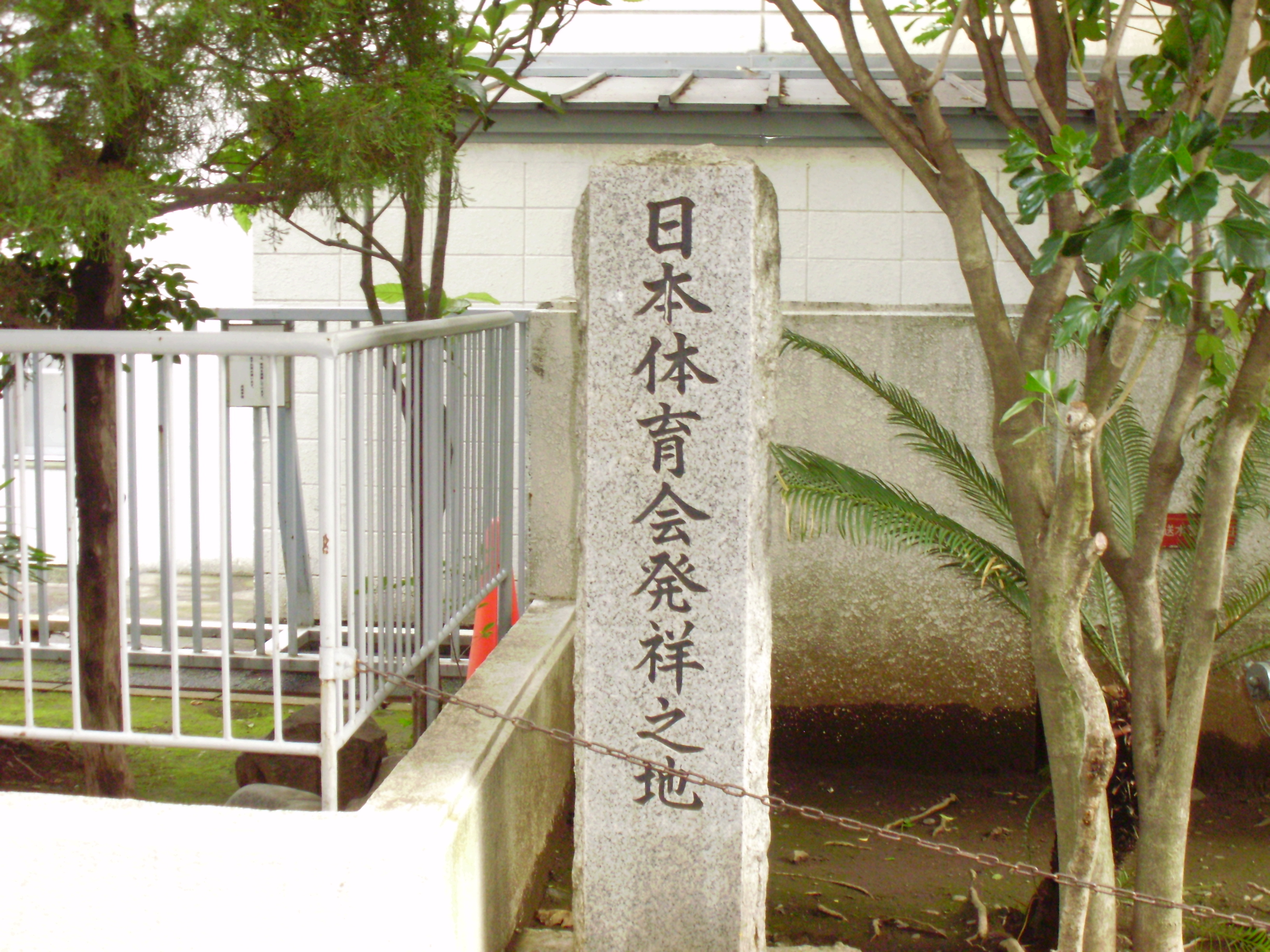
「日本体育会発祥之地」碑（2009年6月）

1885年（明治18年）創立。日高藤吉郎、河村隆実といった旧士族らが皇室の恩恵を受け文武講習館として創立。創立当初は陸軍士官学校・陸軍幼年学校への全寮制予備校として、全国から集う陸軍軍人志望者に予備教育を施し、数多くの高級軍人を輩出した。学校創立時の届出書には「本校ハ陸軍武学生徒入学ノ予備学科ヲ教授スル所トス」と記されており、1945年までの陸軍士官学校への進学率は全国トップであった。翌年の8月に成城学校と改称、中学校令の発布により旧制中学としての形態が整えられた。日本の学校で初めて臨海学校、林間学校を開設し、現在も毎年中学にて実施されている。陸軍と縁が深いこともあり、現役の陸軍将校が教員として配置され教鞭をとることもあった。川上操六校長時は、山縣有朋や三条実美を名誉補助員として招聘。戦前は留学生の受入れにも積極的で、清国や朝鮮などからの留学生を多数受け入れ、その卒業生の多くは帰国後、時の指導者として活躍した。
2014年12月末に完成した人工芝のグラウンドを有するほか、3万冊以上の蔵書を抱える図書館、50台のコンピューターを備えたマルチメディア教室、柔道場、剣道場、テニスコート、温水プールなどを完備している。現在の敷地は、江戸時代は紀州新宮藩水野家の下屋敷であったが、明治期に後の校長を務めた日露戦争の英雄、陸軍大将児玉源太郎らの尽力により宮内省から下賜されたものである。
「成城」という名は、詩経大雅篇にある、「哲夫成城」に由来する。「哲夫」とは智徳の優れた男子のことであり、哲士、哲彦ともいう。成城の城は国を指し、国を成すの意。すなわち、知達の士は国家を興隆させる者であることをいったもの。校章の三光星は「知・仁・勇」を表す。
世田谷区の成城学園は、戦前に本校より分離独立した学校法人である（下記参照）。9代校長の澤柳政太郎が成城学校内に付設した成城小学校が成城学園の起源。これが現在の世田谷区に移転し、後に成城学園として分離独立した。したがって、成城学園は創立時には成城学校を母体としていたが、分離独立後は別個の学校である（成城大学は成城学園の大学であり、成城高校は成城大学の附属高校ではない）。
日本体育会（現：学校法人日本体育大学）とは創立者（日高藤吉郎）を同じくしており、学校間の関係はないものの、日高が死去した際は合同葬儀を実施した。校舎敷地内には「日本体育会発祥之地」なる記念碑が建立されている。
制服は男子校の伝統でもある金ボタン5個の黒学ラン（標準型学生服）。カフェテリア（食堂、240席）も設置。

## 沿革
- 1885年（明治18年）1月15日 - 文武講習館として中央区築地に創立され、軍人志望の少年の養成にあたる。
- 1886年（明治19年）8月 - 成城学校と改称し、幼年科、青年科を設置。陸軍士官学校・陸軍幼年学校への予備教育を施す。
- 1891年（明治24年）
  - 8月 - 創立者日高藤吉郎が成城学校敷地内に体育会（後の日本体育会）を設立する。
  - 9月 - 宮内省（のちの宮内庁）より現在の牛込原町の校地を下賜され、移転する。
- 1917年（大正6年）1月 - 私立成城中学校と改称。
- 1918年（大正7年）7月 - 日本で初めての[要出典]林間学校を長野県中房温泉で開設した。
- 1922年（大正11年）4月 - 成城第二中学校併設。
- 1925年（大正14年）7月 - 日本で初めての臨海学校を神奈川県三浦郡初声村（現:三浦市初声町）に開設した。
- 1929年（昭和4年）4月 - 第二中学校は世田谷区に移転し、成城学園の運営となる。
- 1948年（昭和23年）4月 - 成城中学校・高等学校と改称した。
- 1955年（昭和30年）4月 - 牛込成城幼稚園を併設した。
- 2014年（平成26年）7月 - 新校舎新築工事が完了。
- 2015年（平成27年）1月15日 - グラウンドの人工芝生化、サブグラウンド（テニスコート・旧西校舎の位置）、部室棟が完成。
- 2023年（令和5年）10月25日、台湾の国立新竹高級中学と姉妹校締結を行う。[3]

## 学校行事
- 4月 - 入学式、新入生オリエンテーション
- 5月 - 春季校外課業（遠足）（中学1年生は1泊2日の宿泊行事、中学2年生以降は原則日帰り）
- 6月 - 視聴覚行事（狂言、ミュージカル、落語、オペラ、ジャズ、舞台鑑賞など）
- 7月 - 体育祭（高校）、岩井臨海学校（中1・3泊4日、高校2年生の一部が補助員として参加）、林間学校（中2・2泊3日）
- 9月 - 文化祭
- 10月 - 運動会（中学）
- 11月 - 森林公園マラソン大会、視聴覚行事
- 1月 - 創立記念日（1月15日）
- 2月 - 中学入学試験
- 3月 - スキー学校  (中学2年)、修学旅行（中学3年・高校2年）、卒業式

## 部活動
運動部
- （高校）硬式野球
- （高校）サッカー
- （高校）バスケットボール
- （高校）バレーボール
- （高校）硬式テニス
- （高校）山岳
- （中学）軟式野球
- （中学）サッカー
- （中学）バスケットボール
- （中学）バレーボール
- （中学）硬式テニス
- 卓球
- 柔道
- 剣道
- 陸上競技
- 体操
- 水泳
- 自転車競技
- ラグビー
- 高校相撲（活動は中学相撲同好会と共同実施）
- 山岳

文化部
- 科学

（生物班、電脳班、化学班、無線班、標本班）
- 鉄道研究
- 地理研究
- 吹奏楽
- 合唱
- 演劇
- 放送
- 美術
- 写真
- 速記
- 囲碁
- ジャグリング

同好会
- 釣り
- 将棋
- 歴史研究
- 映画研究
- 文芸
- スキー
- 中学相撲（活動は高校相撲部と共同実施）
- 数学研究
- 古典ギター

## 歴代校長
- 日高藤吉郎（初代：1885年1月 - 1886年4月、日本体育会創立者）
- 柳生房義（2代：1886年4月 - 1886年7月、陸軍大尉）
- 原田一道（3代：1886年7月 - 1889年1月、兵学者、陸軍少将）
- 川上操六（4代：1889年11月 - 1899年5月、陸軍大将、参謀総長）
- 奥山三郎（5代：1899年11月 - 1901年9月）
- 岡本則録（6代：1901年9月 - 1903年6月、数学者、大阪師範校長、学習院学監、東京数学会社社長）
- 児玉源太郎（7代：1903年6月 - 1906年7月、陸軍大将、台湾総督、陸軍大臣）
- 岡本則録（8代：1906年7月 - 1916年1月、児玉源太郎死去により再任）
- 澤柳政太郎（9代：1916年1月 - 1927年12月、文部次官、第一高等学校校長、東北帝国大学初代総長、京都帝国大学総長、成城学園創立者）
- 児玉秀雄（10代：1928年2月 - 1946年5月、児玉源太郎長男、拓務大臣、逓信大臣、国務大臣、文部大臣）
- 新井本治（11代：1946年5月 - 1947年10月、本校校歌の作詞者、GHQの指令による教職追放に伴い退任）
- 三宅嘉一（12代：1947年10月 - 1975年3月、退任後本校理事長に就任）
- 渡辺清（13代：1975年4月 - 1980年3月）
- 佐藤匡四郎（14代：1980年3月 - 1988年3月）
- 長山一男
- 藤井正治
- 高橋徹
- 福居敏夫
- 中田秀夫（19代：2010年4月 - 2013年3月）
- 栗原卯田子（20代：2013年4月 - 2021年3月)
- 岩本正  (21代：2021年4月 - )

## 著名な出身者

### 陸軍
- 寺内寿一（元帥・陸軍大将、陸軍大臣、寺内正毅の長男）
- 宇垣一成（陸軍大将、陸軍大臣、朝鮮総督、外務大臣、拓務大臣、参議院議員）
- 松井石根（陸軍大将、中支那方面軍司令官兼上海派遣軍司令官、極東国際軍事裁判（東京裁判）にて法務死）
- 南次郎（陸軍大将、陸軍大臣、朝鮮総督）
- 鈴木孝雄（陸軍大将、軍事参議官、靖国神社宮司、偕行社会長、鈴木貫太郎の弟）
- 菱刈隆（陸軍大将、関東軍司令官、駐満州国大使、軍事参議官）
- 山田乙三（陸軍大将、関東軍司令官）
- 蓮沼蕃（陸軍大将、最後の侍従武官長）
- 金谷範三（陸軍大将、軍事参議官、参謀総長）
- 林仙之（陸軍大将）
- 緒方勝一（陸軍大将）
- 松木直亮（陸軍大将）
- 塚田攻（陸軍大将）
- 秦真次（陸軍中将）
- 福田彦助（陸軍中将）
- 矢野機（陸軍中将）
- 瀬谷啓（陸軍中将）
- 厚東篤太郎（陸軍中将）
- 国司伍七（陸軍中将）
- 町野武馬（陸軍大佐、衆議院議員、張作霖顧問）
- 乃木勝典（陸軍中尉 / 乃木希典長男）
- 乃木保典（陸軍中尉 / 乃木希典次男）

### 海軍
- 小沢治三郎（海軍中将、日本海軍最後の連合艦隊司令長官）
- 市岡寿（海軍中将）
- 鈴木正一（海軍大佐）
- 竹垣純信（海軍機関中佐）

### 清国からの留学生
- 陳独秀（中国共産党創設者、初代党首、初代最高指導者（総書記））
- 呉玉章（中国人民大学初代校長）
- 陶成章
- 蔡鍔
- 胡景翼
- 許崇智
- 藍天蔚
- 江庸
- 湯爾和
- 盧金山
- 孫武

### 政治、経済
- 板垣正（参議院議員、遺族会事務局長 / 板垣征四郎の次男）
- 斎藤次郎（大蔵事務次官 、東京金融取引所社長を経て、2009年10月より日本郵政社長）
- 古屋一樹（セブン-イレブン・ジャパン社長、日本フランチャイズチェーン協会副会長）
- 角谷昌彦（やおきん社長）

### 芸能
- 上原謙（俳優、加山雄三の父）
- 丹波哲郎
- 砂川啓介
- 横山健（ギタリスト、Hi-STANDARD）
- 芦野宏（シャンソン歌手）
- 第十一代家元 鶴賀若狭掾（新内節浄瑠璃、人間国宝）
- 大西洋平（ミュージシャン）
- 優里（ミュージシャン）（5ヶ月で中退）
- 土佐兄弟
- 小日向星一（俳優）

### 放送・マスコミ
- 羽佐間正雄（フリーアナウンサー）
- 中野純一（NHKアナウンサー）
- 恩田貢（ジャーナリスト、週刊文春創刊メンバー）
- 島田一輝（テレビ東京アナウンサー）

### 芸術
- 板谷波山（陶芸家）
- 清水登之（画家）
- 佐藤可士和（クリエイティブディレクター、アートディレクター）
- 山本東次郎（能楽師狂言方）
- もりいくすお（漫画家兼イラストレーター）

### その他
- 久邇宮邦彦王（元帥・陸軍大将、香淳皇后の父、第125代・天皇の外祖父）
- 西郷四郎（柔道家、講道館四天王の一人、姿三四郎のモデル）
- 山本博愛（プロ野球選手）
- 堀口亘（商法学者、一橋大学法学部名誉教授）
- 川端博（刑法学者 、明治大学法学部名誉教授）
- Taka（ヨーヨープレイヤー、そろはむ代表取締役社長）
- 鈴木為次郎（囲碁の棋士）
- 佐々木慎（将棋の棋士）
- 近藤荒樹（相場師）

## 成城学園との関係
（以下の記述は、校史『成城学校百年』に基づく）
- 1916年、澤柳政太郎が、成城学校の9代校長に就任したが、その就任の条件として、小学校を付設させることを挙げた。その翌年の1917年、成城学校内に、成城小学校が新たに付設され、新教育の実験校となった。
- 以来、親たちより、旧制中学校以降も小学校と同様の教育をして欲しいという熱心な希望があり、1923年、成城小学校の卒業生が進学する、成城第二中学校が開校した。
- さらにその卒業生の進学先となる旧制高等学校の問題が出てきた。また、将来の生徒増を考えると、教室、敷地も狭くなるため、東京府郊外へ新校地を求めていた。そして、関東大震災を契機に、府下北多摩郡砧村喜多見（現：世田谷区成城）で、それが実現することとなった。
- 1925年、成城第二中学校が移転し、これに伴い、成城玉川小学校が併設された。1926年、7年制の成城高等学校が創設開校され、成城第二中学校は法規上自然廃校となり、高等学校の尋常科として、包括された。
- 1929年、砧村の成城小学校、成城第二中学校は、正式に成城学校の財団とは分離独立している。

## 成城学校入学事件（振武学校との関係）
戦前は軍事を学ぶ目的の清国、朝鮮からの留学生受入れを積極的に行い、上記卒業生のほか数多くの留学生受入れを行った。魯迅も本校に留学予定であったが、清国公使の推薦状が得られなかったため入学を見合わせた。また、これと同時期の1903年、本校の在籍留学生全てが後に参謀本部が設立した東京振武学校（現：東京女子医科大学敷地内）への転校処置がとられ、以後の留学生は全て振武学校にて軍人教育を受けることとなった。振武学校設立後は蔣介石などが入学している。一連の事態は「成城学校入学事件」として扱われている。

## その他
- 図書館には、約32000冊の本を所蔵している[4]。
- 臨海学校用に、四艘の和船を所有していたが、老朽化が深刻化していたことから廃船とし、「成城丸3号」のみ3号館1階で保存・展示している。現在、臨海学校ではモーターボートを使用。[5]。
- 終戦直後、陸軍養成学校ということもあってGHQの査察を受けており、一時廃校の危機に陥ったことがある。
- 戦前校歌は3番まであり、戦後に削除された。消された旧2番は国防および皇室についての詩であった。

物具（もののぐ）とりて　皇国の
醜の御楯（しこのみたて）と　きほへる伴（とも）の
立てし勲（いさお）を　負い持つ吾等
恒久平和の礎かたく
正義の旗をば　地上に樹てむ
成城健児の力を見よや
あゝ吾が　吾等が　吾等が成城
- 日本動画株式会社（現：東映アニメーション）は1948年に設立した際、成城高校の空き校舎を借りて制作を行っていた。

## 交通アクセス
- 都営地下鉄大江戸線「牛込柳町駅」から西口より徒歩1分。